# Concert van Europa

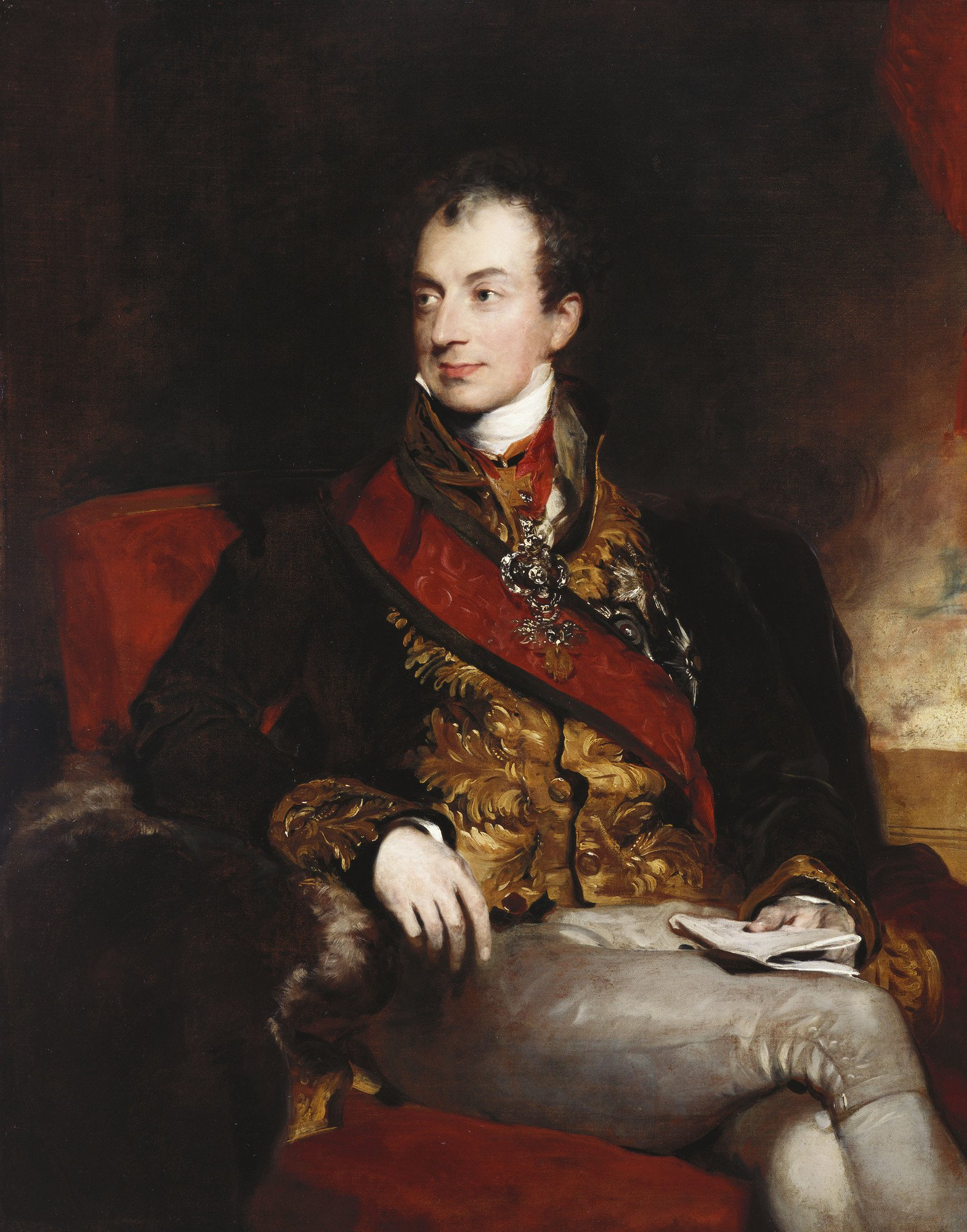
Klemens von Metternich was een invloedrijk leider in het Concert van Europa

Het Concert van Europa of congresstelsel of congressysteem is de post-napoleontistische balans van machten in Europa. Het regelde een machtsevenwicht tussen de verschillende staten in Europa om te voorkomen dat Frankrijk of een ander Europees land de kans zou krijgen om het hele continent te veroveren.

## Geschiedenis

### Opkomst
In de geschiedenis van de internationale betrekkingen is dit een cruciaal moment geweest, waarin de dominantie van de vorstelijke legitimiteit werd herbevestigd (ten nadele van de volkse soevereiniteit) en waarin de machtsbalans tussen staten werd ingevoerd of afgesproken. De ideeën van de Franse Revolutie werden hiermee afgedaan, maar dit zou niet verhinderen dat deze later opnieuw de kop zouden opsteken. Ook werd de 'verliezer' van de napoleontische oorlogen, Frankrijk, opnieuw bij de besluitvorming betrokken. Tevens werd de gewoonte in het leven geroepen bij (dreigende) (escalatie van) conflicten een congres van Europese staten bijeen te roepen. Grote mogendheden kregen bijna automatisch een uitnodiging, kleinere staten slechts wanneer een van deze staten hier reden toe zag.
Het Concert van Europa bestond uit de Heilige Alliantie en de Quadruple Alliantie (1814). De Heilige Alliantie (tussen Rusland, Pruisen en Oostenrijk) had voornamelijk twee doelen: enerzijds het garanderen van de 19e-eeuwse interstatelijke stabiliteit, en anderzijds het bestrijden van de liberale revoltes. De Quadruple Alliantie daarentegen bestond uit het Verenigd Koninkrijk, Rusland, Pruisen en Oostenrijk. Ook deze alliantie had een dubbel doel: het doen naleven van het tweede Verdrag van Parijs (1815), en het behoud van de vrede in Europa. In 1818 sloot Frankrijk zich aan bij de Quadruple Alliantie, die vanaf dan de Pentarchie werd genoemd. Haar toelating was een van de maatregelen die de Alliantie ondernam om Franse wraak voor het verlies van de Napoleontische oorlogen te voorkomen.
De basis voor het Concert van Europa waren de afspraken van het Congres van Wenen in 1814 en 1815, die daarna veelvuldig werden bekrachtigd, onder meer in het Verdrag van Verona (1822).

### Neergang
De Krimoorlog (1853-1854) was de eerste grote klap voor het congressysteem. Dit was namelijk de eerste grote oorlog waar Europese grootmachten sinds het Congres van Wenen weer direct met elkaar in oorlog waren. Na de Frans-Duitse Oorlog van 1870-71 raakte het Concert van Europa nog meer aan het wankelen, maar in essentie bleef het bestaan. Europa ging weer een vreedzame periode tegemoet waarin diplomatieke contacten hoogtij vierden. De Eerste Wereldoorlog maakte definitief een eind van het congresstelsel van het Concert van Europa. Weliswaar vonden de Vredesconferenties van Parijs (1919) plaats in 1919, maar voor het eerst werden landen over wiens grondgebied, status en onderdanen werd beslist, hiervan uitgesloten. Duitsland, Oostenrijk, Hongarije, Bulgarije en Turkije mochten niet aan de beraadslagingen deelnemen en mochten slechts achteraf de verdragsvoorwaarden vernemen, die vrijwel niet onderhandelbaar waren. Het Russische Rijk was niet present omdat het ineengestort was en diens rechtsopvolger (de communistische RSFSR) kon de goedkeuring van de deelnemers niet wegdragen. Dit was een breuk met de oude praktijk en was een van de redenen waarom veel Duitsers het verdrag als een 'dictaat' zagen. De Tweede Wereldoorlog kan derhalve gezien worden als een Duitse wraakneming, precies de reden waarom de deelnemers van het Congres van Wenen Frankrijk wél uitnodigden.

## Kritiek
Door sommige historici wordt het succes van het Concert van Europa betwist. Zij stellen dat veel Europese landen hun focus van oorlogsvoering in Europa verlegden naar imperialistische oorlogen. Volgens hen is dit de reden dat Europa relatief zo vredig was na het Congres van Wenen.
De nieuwe internationale fora voor overleg en conflictenbeslechting werden de Volkenbond en later de Verenigde Naties.
- Gemeinsame Normdatei: 4689131-6